# José Varani
José Varani (* 14. Oktober 1915 in Jaboticabal, São Paulo; † 24. Juni 1990) war ein brasilianischer Geistlicher und römisch-katholischer Bischof von Jaboticabal.

## Leben
José Varani empfing am 23. Dezember 1939 die Priesterweihe für das Bistum Jaboticabal.
Papst Pius XII. ernannte ihn am 27. August 1950 zum Titularbischof von Altava und zum Koadjutorbischof von Jaboticabal. Der Erzbischof von São Salvador da Bahia, Augusto Álvaro da Silva, spendete ihm am 1. November desselben Jahres die Bischofsweihe; Mitkonsekratoren waren der Erzbischof von Curitiba, Manuel da Silveira d’Elboux, und Gabriel Paulino Bueno Couto OCarm, Weihbischof in Jaboticabal.
Mit dem Tod Erzbischof Antônio Augusto de Assis’ am 7. Februar 1961 folgte er diesem als Bischof von Jaboticabal nach.
Er nahm an allen vier Sitzungsperioden des Zweiten Vatikanischen Konzils als Konzilsvater teil.
Am 7. Juni 1981 nahm Papst Johannes Paul II. seinen vorzeitigen Rücktritt an.